# Raua
Raua is een subdistrict of wijk (Estisch: asum) binnen het stadsdistrict Kesklinn in Tallinn, de hoofdstad van Estland. De naam is de genitief van raud (‘ijzer’). Een belangrijke straat, die oost-west door de wijk loopt, is de Raua tänav (‘IJzerstraat’). De wijk heeft ook een Pronksi tänav (‘Bronsstraat’), een Tina tänav (‘Tinstraat’), een Hõbeda tänav (‘Zilverstraat’) en een Terase tänav (‘Staalstraat’).
De wijk telde 6.321 inwoners op 1 januari 2020. Ze grenst vanaf het noorden met de wijzers van de klok mee aan de wijken Sadama, Kadriorg, Torupilli en Kompassi.

## Geschiedenis

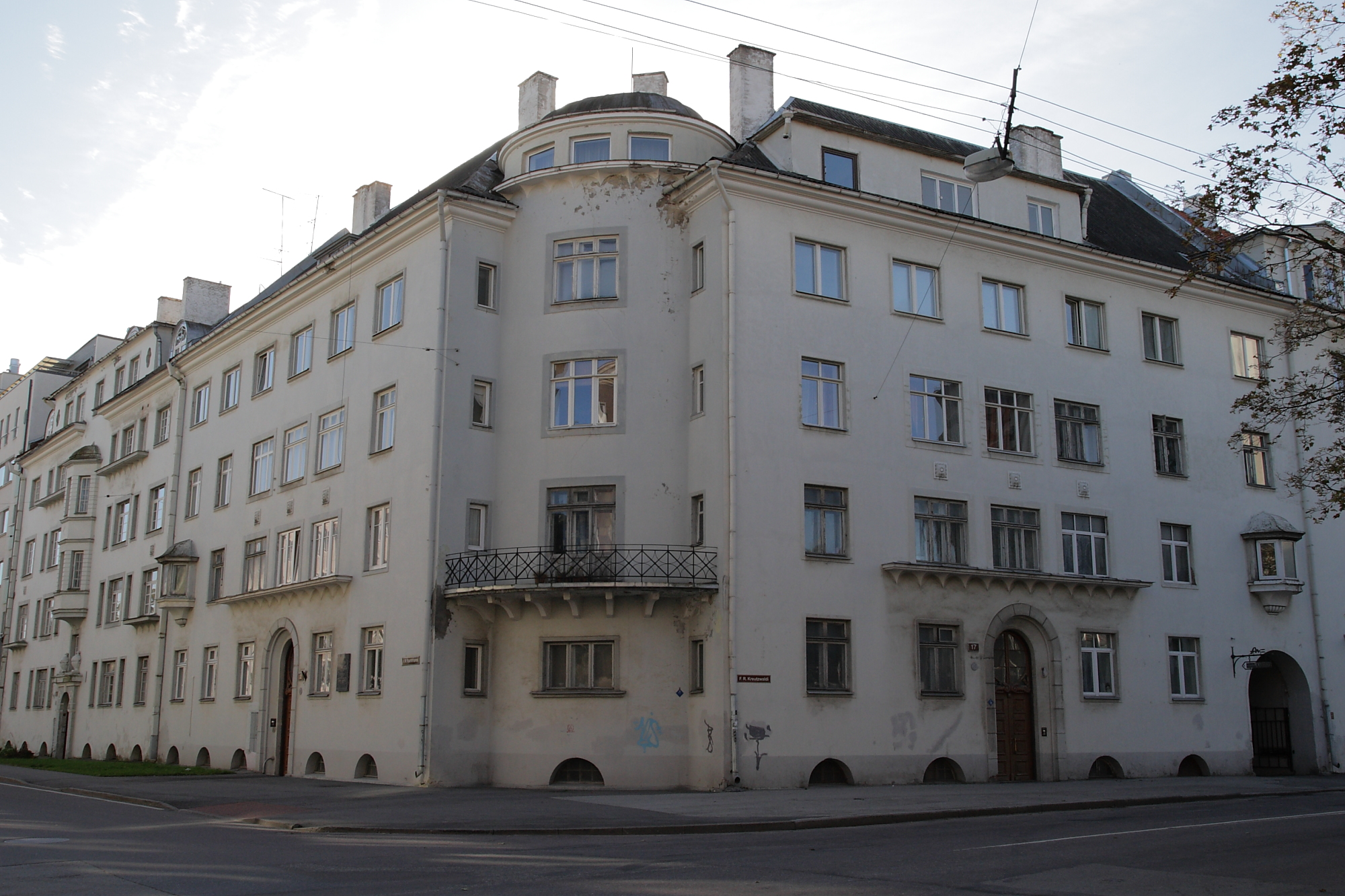
Appartementencomplex aan de Friedrich Robert Faehlmanni tänav

De wegen aan de noordgrens en de zuidgrens van de wijk, de Narva maantee en de Gonsiori tänav, waren al van oudsher belangrijke toevoerwegen naar Vanalinn, het oude centrum van Tallinn, en hier werden dus de eerste huizen gebouwd. In de 18e eeuw werd ook het gebied ertussen bebouwd. Doorgaans waren die huizen eenvoudige houten woningen met maar één woonlaag. Aan het eind van de 19e en het begin van de 20e eeuw werden ook houten huizen met twee woonlagen gebouwd. Vanaf de jaren twintig bouwde men stenen huizen met drie of vier woonlagen. In de jaren dertig werd bouwen in hout op last van de brandweer verboden.
Raua was toen al een wijk voor de beter gesitueerden. Veel huizen waren ontworpen door gerenommeerde architecten. Ook in de jaren zestig en zeventig, tijdens de Sovjetbezetting van Estland, waren de huizen die erbij kwamen van een betere kwaliteit dan gemiddeld in de Sovjet-Unie. Deze huizen waren vooral voor de Nomenklatoera bedoeld.

## Voorzieningen
In Raua staan het hoofdkantoor van Eesti Televisioon en de studio van Vikerraadio, een van de vier Estische radiozenders. De Baltische vestiging van AkzoNobel heeft in deze wijk zijn kantoor.
Op de hoek van de Narva maantee en de Friedrich Reinhold Kreutzwaldi tänav ligt het City Hotel.

## Vervoer
De grenzen van de wijk lopen langs de wegen Pronksi tänav, Narva maantee, J. Vilmsi tänav en Gonsiori tänav. Over de Narva maantee en de Gonsiori tänav rijden bussen.
Over de Narva maantee lopen ook de tramlijnen 1 (Kopli-Kadriorg) en 3 (Tondi-Kadriorg).

## Afbeeldingen

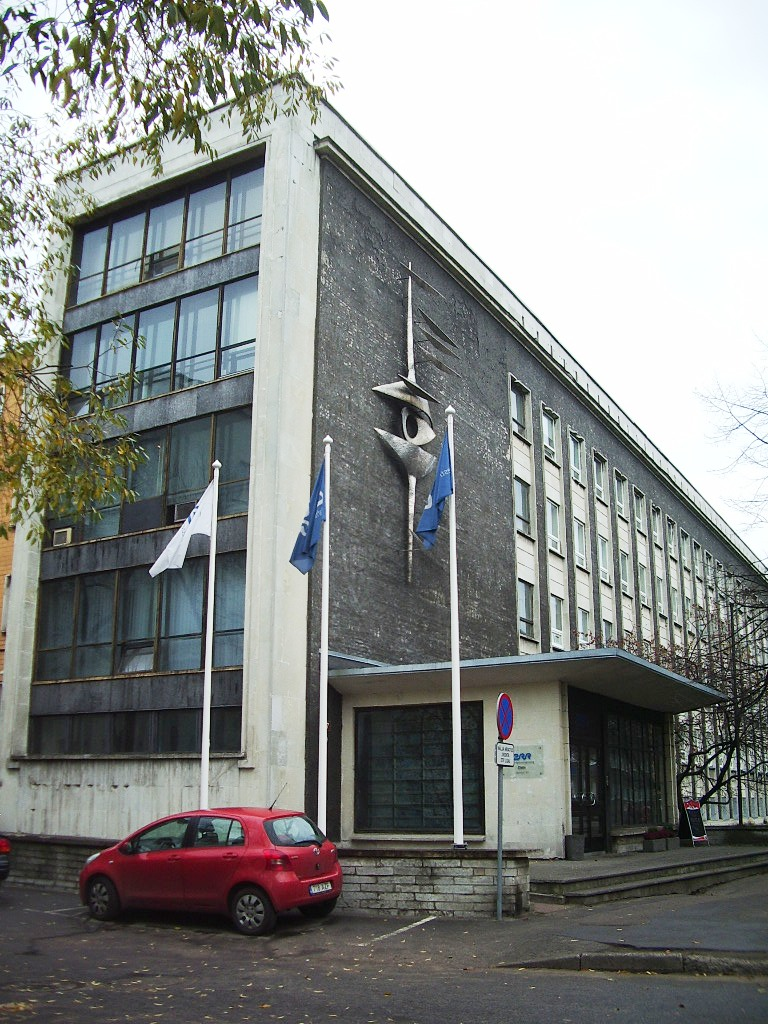
Kantoor van Eesti Televisioon
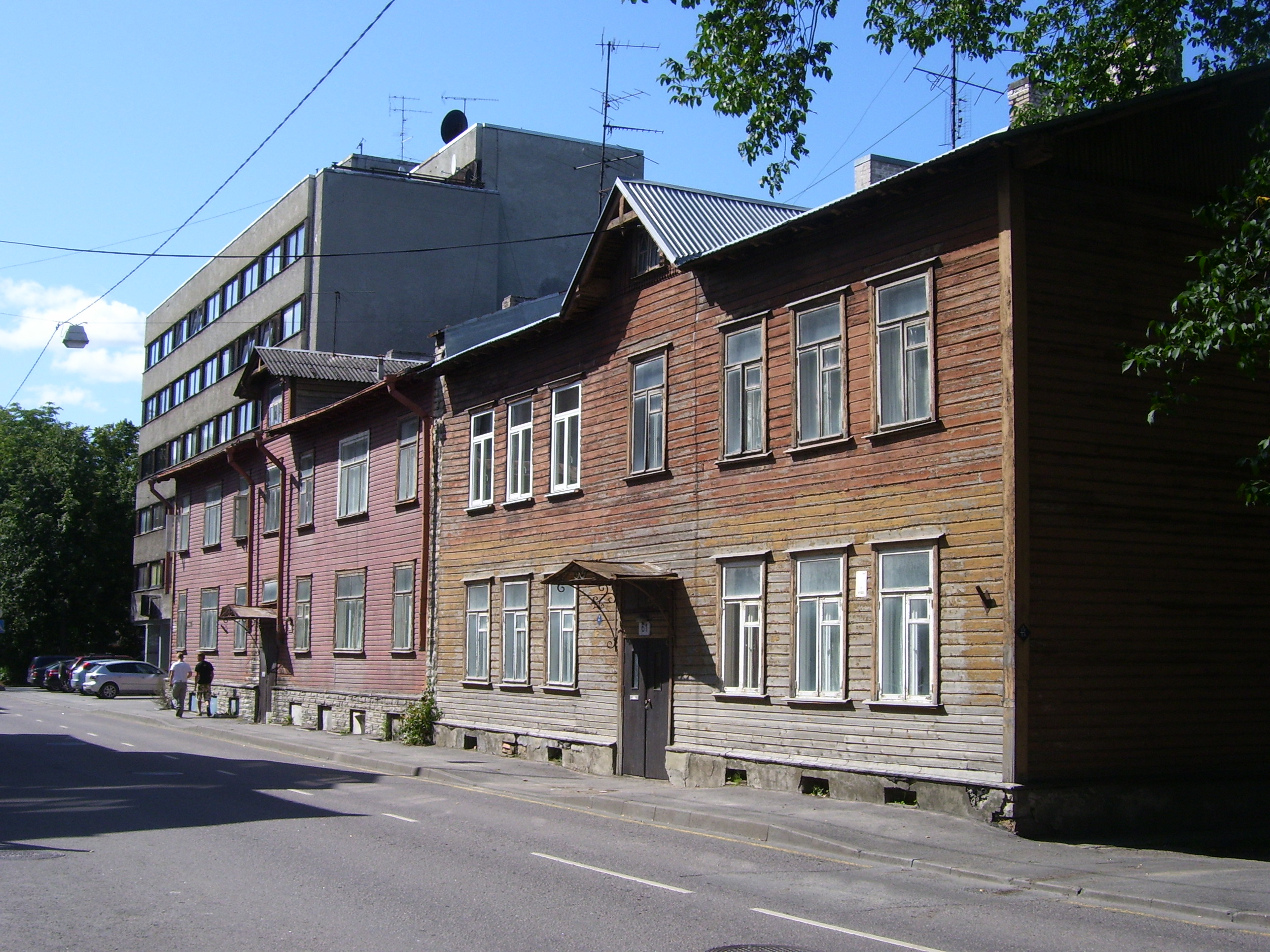
Huizen aan de Raua tänav, deels van hout
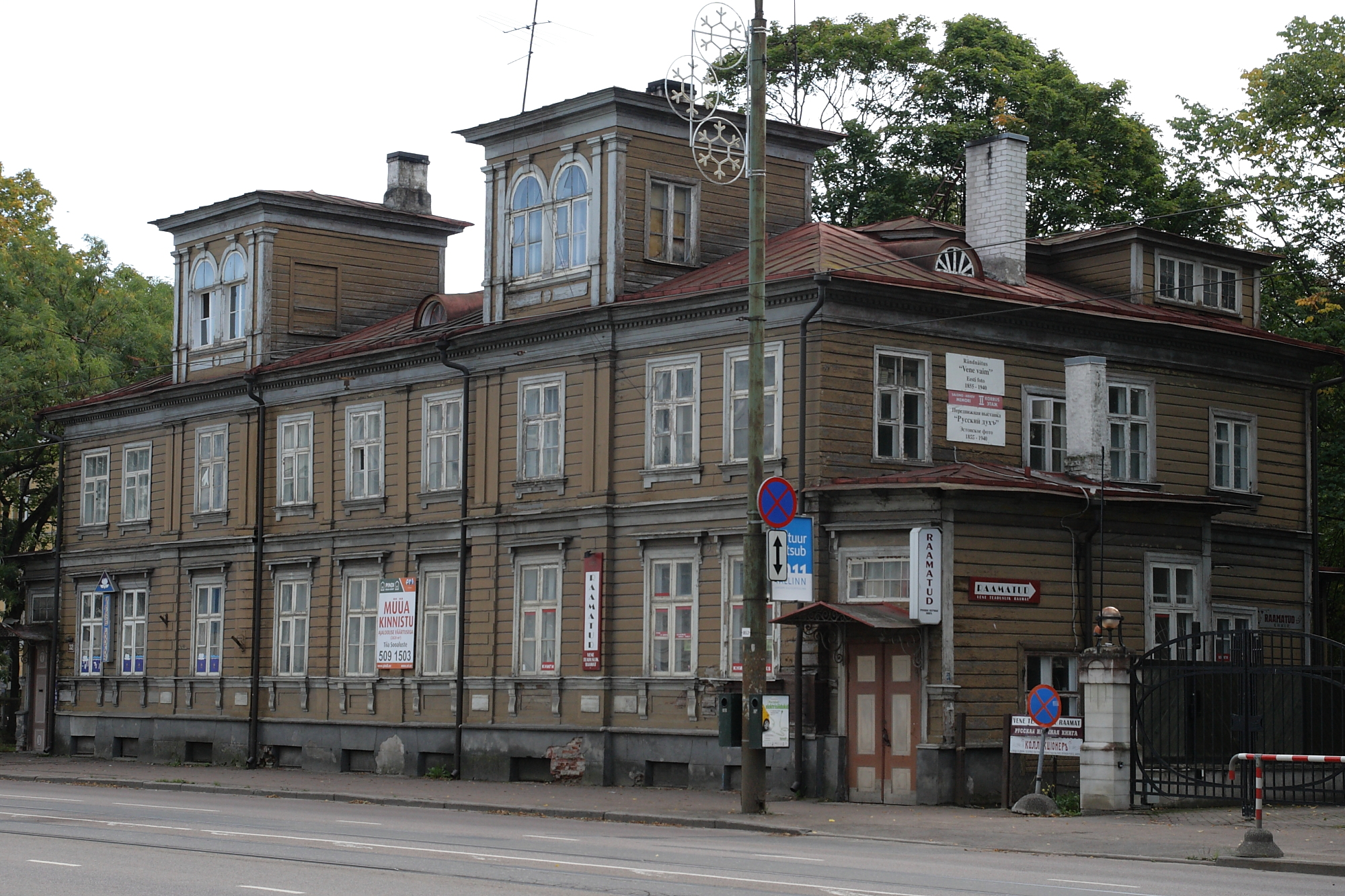
Appartementencomplex aan de Narva maantee, gebouwd rond 1900
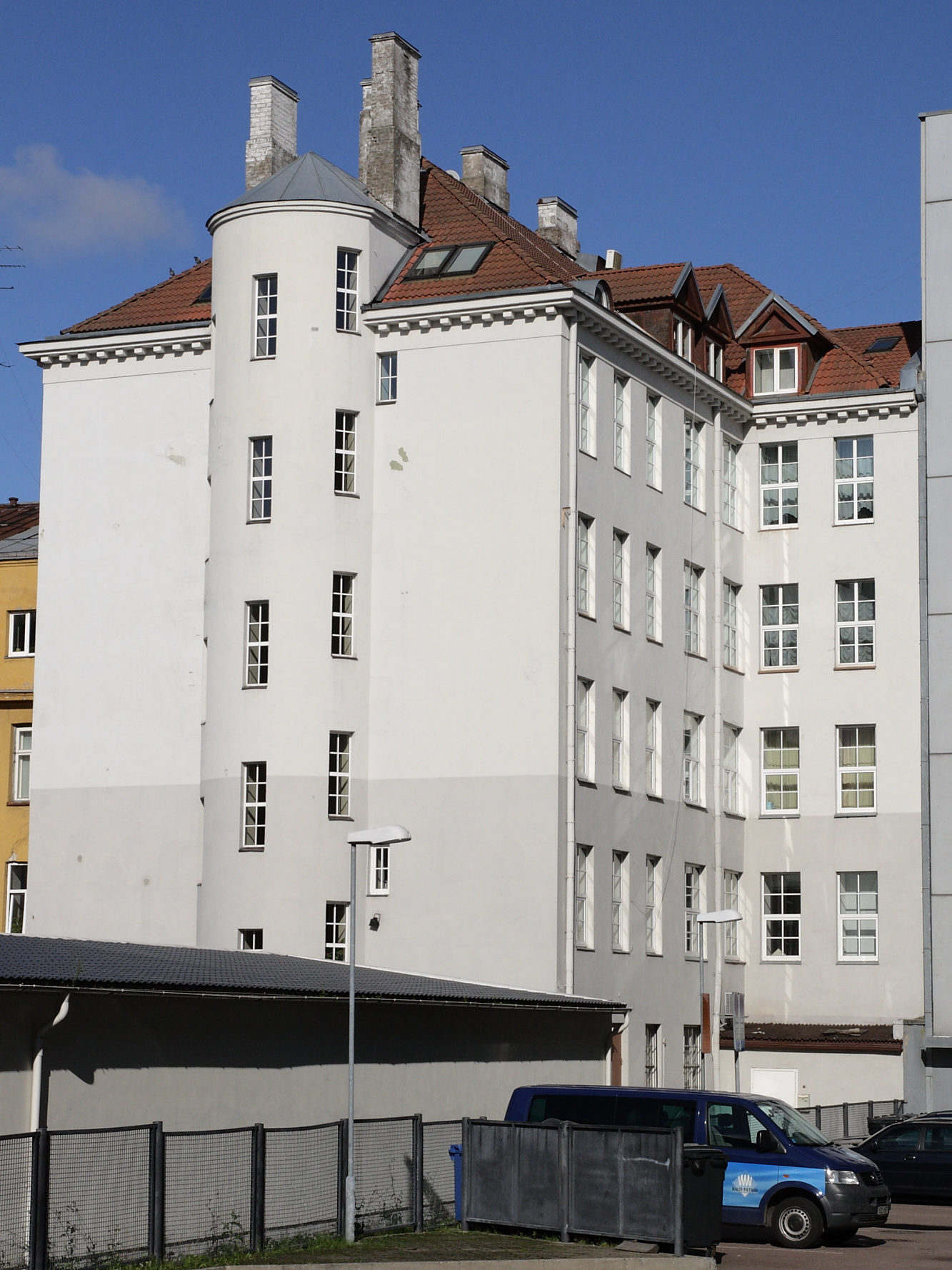
Appartementencomplex aan de Narva maantee
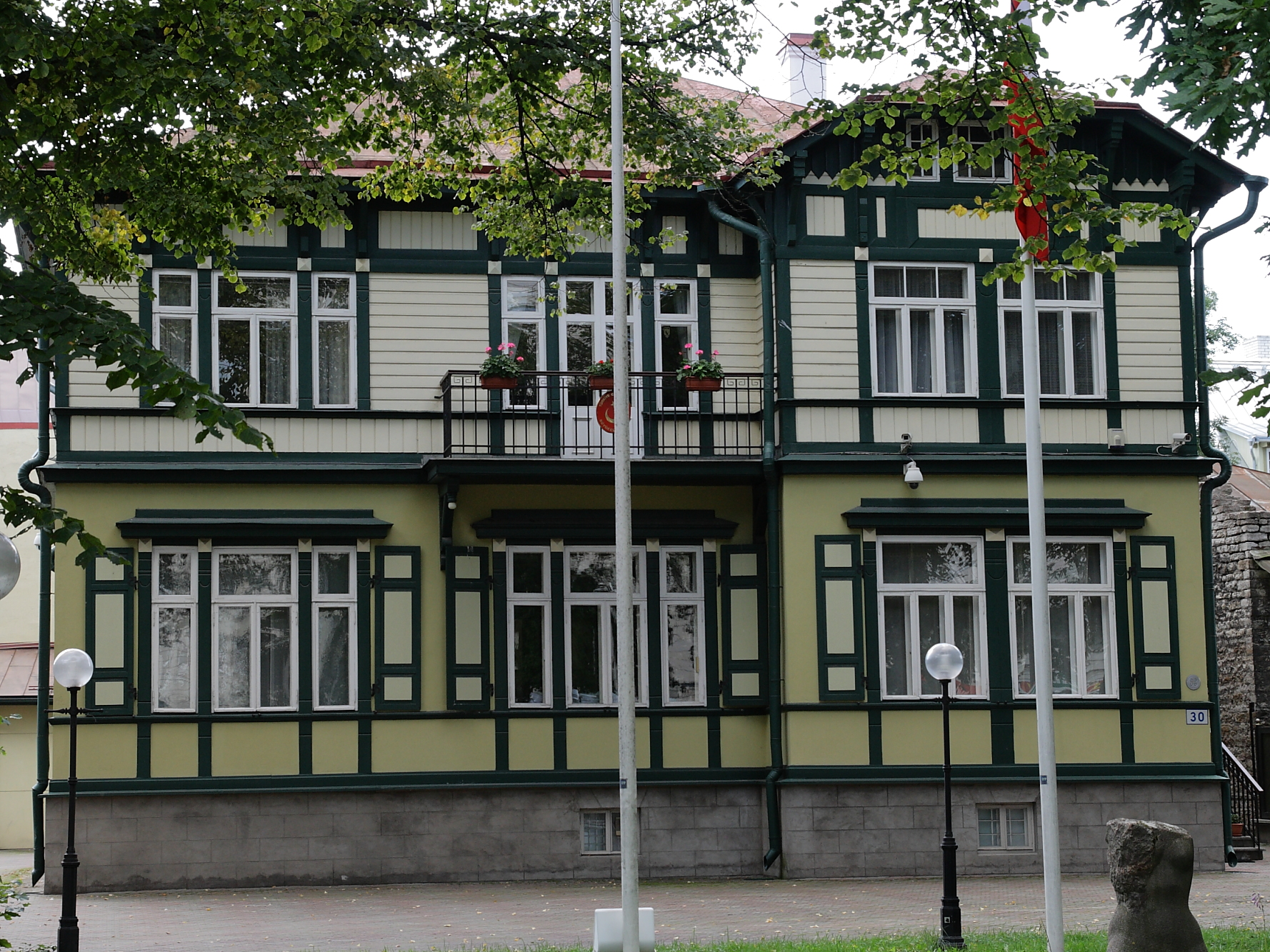
Huis aan de Narva maantee
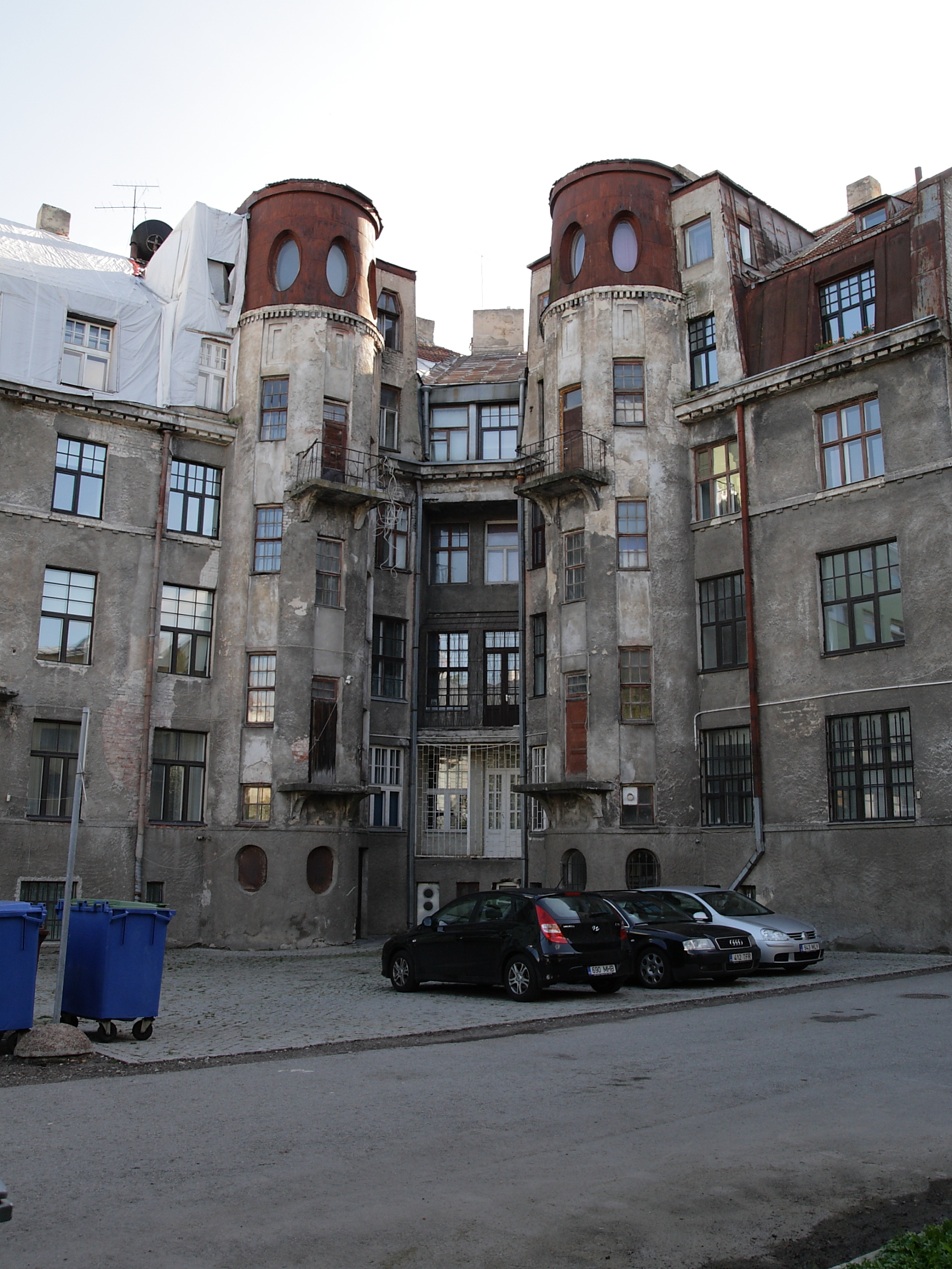
Appartementencomplex aan de Raua tänav
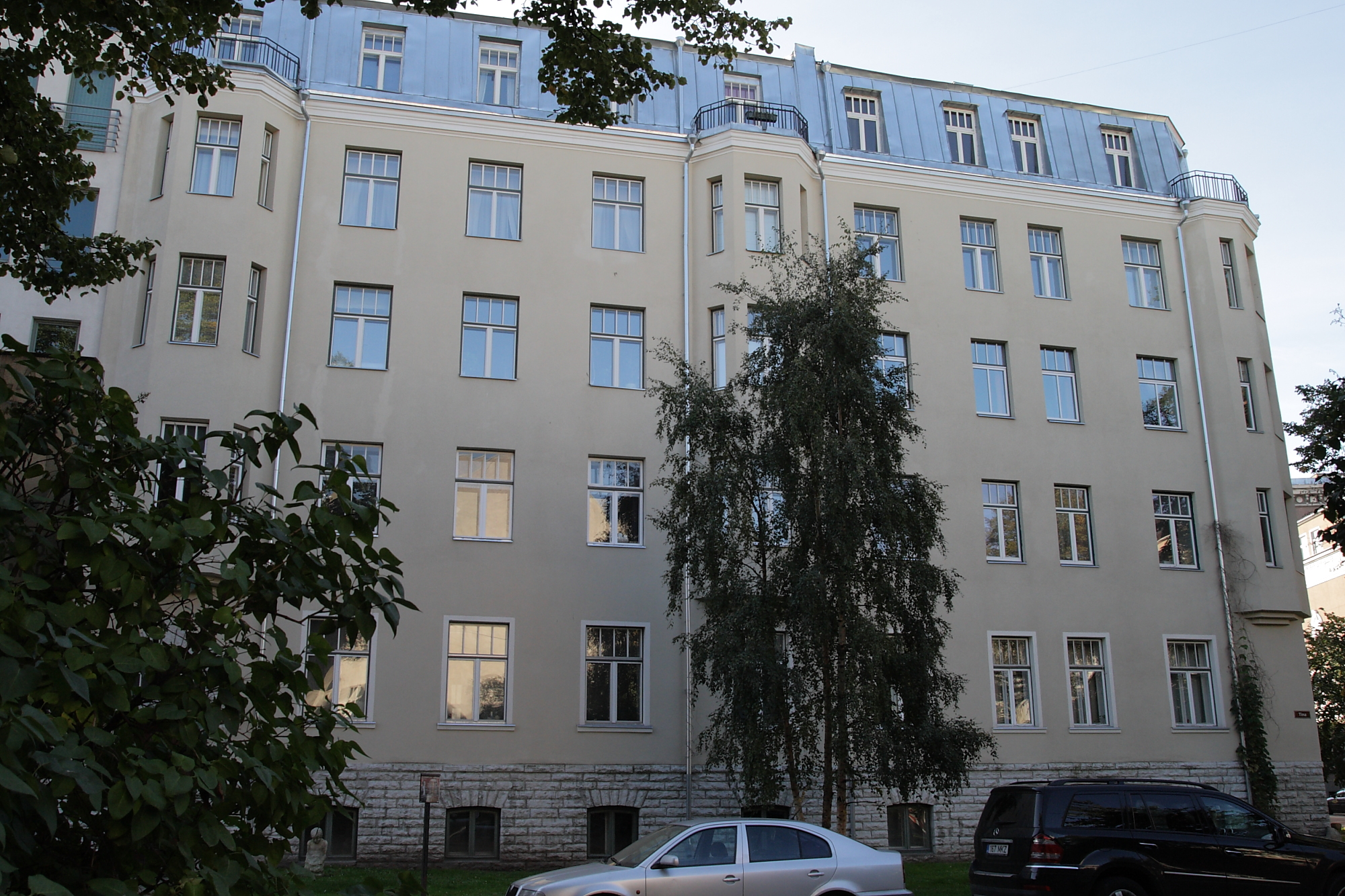
Bejaardentehuis